# Olesicampe obscuripes
Olesicampe obscuripes là một loài tò vò trong họ Ichneumonidae.